# Hôtel Dumoustier de Vastre
L'hôtel Dumoustier de Vastre est un hôtel situé à Saint-Quentin, en France.

## Localisation
L'hôtel est situé sur la commune de Saint-Quentin, dans le département de l'Aisne.

## Historique
Les façades sur rue et sur cour ainsi que les deux escaliers sont inscrits au titre des monuments historiques par arrêté du 11 octobre 1930.